# Palazzo Bendinelli Sauli
Il palazzo Bendinelli Sauli è un edificio sito in via San Lorenzo al civico 12 nel centro storico di Genova. L'edificio fu inserito nella lista dei palazzi iscritti ai Rolli di Genova.

## Storia e descrizione
Collocato a ridosso della cattedrale di San Lorenzo, il palazzo sorge su un'area urbana dalla lunga e importante frequentazione, enclave della famiglia Sauli già nel XIV secolo.
Ampliato da Bendinelli Sauli sulla scia di un rinnovo architettonico favorito dalla demolizione del vicino sacello di San Genesio (1562-1567), l'edificio viene arricchito nella facciata dalla decorazione a fresco di Lazzaro Calvi e all'interno da Lazzaro Tavarone.
Un secolo dopo Giulio Sauli (eletto doge della Repubblica di Genova nel biennio 1656-1658) avvia un poderoso processo di ristrutturazione che termina con la ricostruzione del 1686, successiva allo storico bombardamento francese.
Alla metà del XIX secolo, dopo l'ampliamento di piazza San Lorenzo e il primo tronco della "carrettiera Carlo Alberto" (1838-1859), l'edificio viene unito ad alcune unità immobiliari contigue, tra cui l'antica residenza del notaio Pier Gerolamo Scaniglia, affrescata da Valerio Castello e Domenico Piola.
Il vasto isolato, divenuto in parte sede della Banca di Sconto (poi Nazionale), e in parte residenza del proprietario Angelo Solari, restituisce nuova identità all'architettura urbana della piazza, senza celare i caratteri originari sul retrostante vico del Filo.
Il complesso intervento degli ingegneri Tommaso Carpinieri e Ignazio Gardella senior si impegna infatti a ridisegnare il prospetto del palazzo Sauli su via San Lorenzo per conservarne e adeguarne l'imponente accesso, oltre che i ricchi affreschi della residenza padronale al piano nobile (Domenico Piola, Concilio degli Dei; Lorenzo De Ferrari,. Venere presenta Enea a Giove e Paolo Gerolamo Piola, Pallade incorona la Magnificenza).
Mentre sulla piazza si colloca una facciata neorinascimentale con grandi finestre racchiuse da archi decorati a stucchi e un alto portico da cui ammirare la facciata della cattedrale, che adesso appare più imponente per la scalea imposta dal riordino delle quote stradali.

## Galleria d'immagini

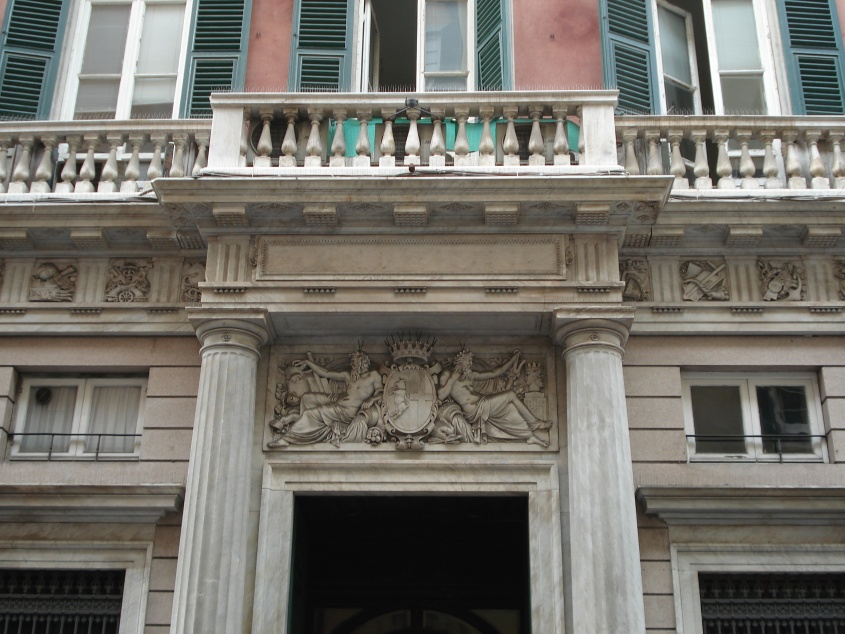
Particolare del portone
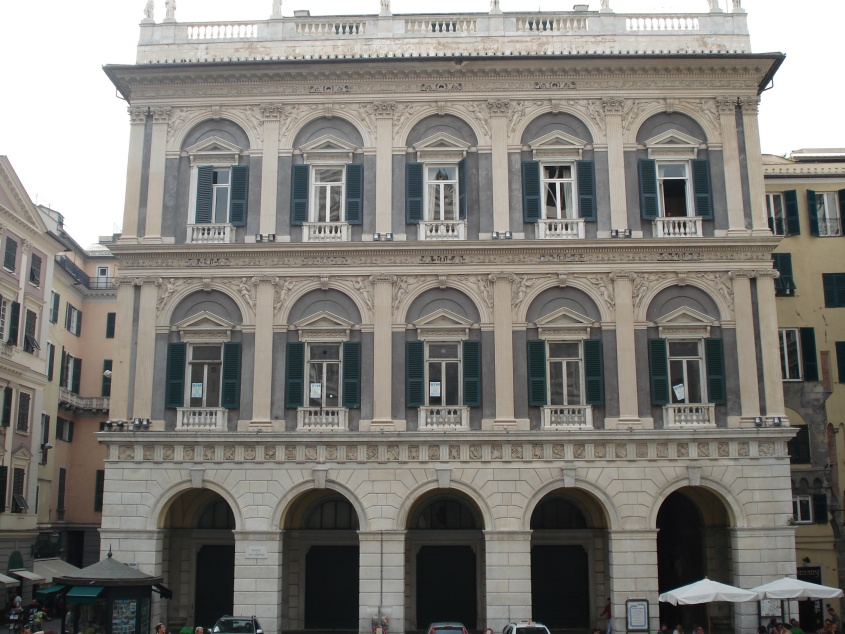
La facciata di fronte a San Lorenzo